# ریکاردو کابوت
ریکاردو کابوت (اسپانیایی: Ricardo Cabot‎؛ زادهٔ ۷ فوریه ۱۹۴۹) بازیکن هاکی روی چمن اهل اسپانیا بود.
وی در مسابقات کشوری و بین‌المللی در مجموع برندهٔ ۱ مدال نقره شده‌است.